# K Velorum
k Velorum (k Vel / HD 79940) es una estrella de magnitud aparente +4,64 situada en la constelación de Vela casi en el límite con Puppis.
De acuerdo a la nueva reducción de los datos de paralaje de Hipparcos, se encuentra a 165 años luz del sistema solar.
k Velorum es una gigante blanco-amarilla de tipo espectral F5III.
De parecidas características a 45 Ophiuchi o 20 Pegasi, tiene una temperatura efectiva de 6397 K siendo su luminosidad 29 veces superior a la del Sol.
Gira sobre sí misma a gran velocidad —más de 117 km/s, casi 60 veces más deprisa que el Sol— y su periodo de rotación es igual o inferior a 2,18 días.
k Velorum es más masiva que nuestro Sol —se estima que su masa es algo más del doble que la masa solar— y tiene una edad comprendida entre 900 y 1200 millones de años.
En cuanto a su metalicidad, presenta una abundancia relativa de hierro algo por debajo de la del Sol ([Fe/H] = -0,14), tendencia también observada en elementos como silicio, aluminio y cromo.
Por el contrario, otros elementos son sobreabundantes en relación con los niveles solares. Es el caso de neodimio, escandio, itrio y europio; los niveles de estos dos últimos elementos son 12 veces más elevados que en el Sol ([Eu/H] = +1,08).
Su abundancia de litio es logє[Li] = 2,28.
Nota: Esta estrella no debe ser confundida con Kappa Velorum (κ Velorum).